# گروه دارویی برکت
گروه دارویی برکت وابسته به ستاد اجرایی فرمان امام در سال ۱۳۸۹ تحت عنوان «شرکت فناوری‌های نوین دارویی تدبیر» تأسیس شد. گروه دارویی برکت با وجود تازه تأسیس بودن، از طریق ۲۵ شرکت تابعه خود ۱۴ درصد از کل داروهای ضروری ایران را تأمین می‌کند. این شرکت ۷۰۰ قلم دارو را در شرکت‌های زیرمجموعهٔ خود، تولید می‌کند و در داخل ایران ارائه می‌دهد.

## تاریخچه
ستاد اجرایی فرمان امام پیش از تأسیس بنیاد برکت، برخی شرکت‌های دارویی مصادره‌ای پس از انقلاب ۵۷ را در اختیار داشت. با تأسیس گروه دارویی برکت، برخی از کارخانه‌های داروسازی مصادره‌ای، از جمله مهم‌ترین شرکت‌های دارویی ایران یعنی تولید دارو و پخش البرز، مصادره‌شده از خانواده خسروشاهی، به این گروه داده شد. شرکت مصادره‌شدهٔ بازرگانی کی‌بی‌سی نیز به عنوان یکی از غول‌های واردات دارو به ایران به گروه برکت داده شده است. شرکت‌های سبحان دارو، سبحان انکولوژی و ایران دارو از دیگر کارخانه‌های مصادره‌شده‌ای هستند که در حال حاضر بنیاد دارویی برکت مالکیت آن‌ها را برعهده دارد.

## تأسیس
گروه سلامت و دارویی برکت مجموعه‌ای اقتصادی است که بیش از ۳۱ شرکت تابعه دارد و در سال ۱۳۸۹ با هدف پاسخگویی به نیازهای جامعه، با نام «شرکت فناوری‌های نوین دارویی تدبیر» تأسیس شد.

## شرکت‌های تابعه
- تولید دارو
- البرز دارو
- سبحان دارو
- ایران دارو
- کی‌بی‌سی
- سل‌تک
- بیوسان
- شفافارمد
- پخش البرز
- داروسازی ریحانه
- برکت‌تل
- شهرک صنعتی دارویی
- صندوق پژوهش و فناوری البرز
- آوید فارمد

## محصولات

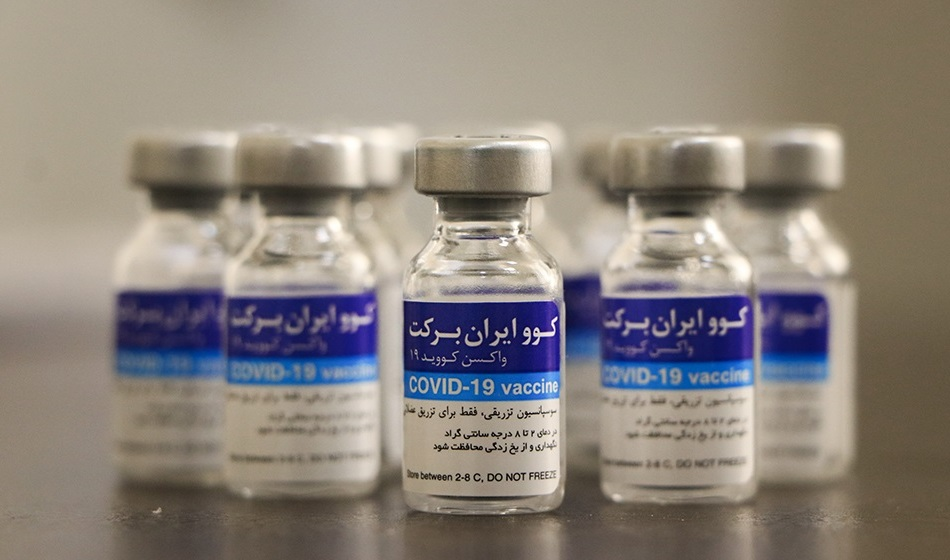
واکسن کوو ایران برکت

گروه دارویی برکت ۷۰۰ قلم دارو را در شرکت‌های زیرمجموعهٔ خود، تولید می‌کند و در داخل ایران ارائه می‌دهد. گروه دارویی برکت نخستین شهرک تخصصی و پژوهشی دارویی ایران را به‌منظور متمرکزسازی مراکز تحقیق و توسعه و کارخانه‌های دارویی پیشرفته با عنوان «شهرک دارویی برکت» ایجاد کرده است. همچنین، از جمله محصولات شناخته‌شدهٔ آن، تولید واکسن کوو ایران برکت به عنوان اوّلین واکسن کرونا در ایران است.
این گروه و شرکت‌های وابستهٔ آن، ۱۴٪ از داروهایی را که در ایران در اولویت هستند، تأمین می‌کند.
در خرداد ۱۴۰۳ از ۵ داروی ضد سرطان و قارچ گروه دارویی برکت، با حضور سید پرویز فتاح رئیس ستاد اجرایی فرمان امام در شهر صنعتی رشت رونمایی شد. با تولید این پنج قلم داروی ضد سرطان، بخش زیادی از نیاز داخلی کشور تأمین شد.
در خردادماه ۱۴۰۴، مجموعه‌ای متشکل از ۲۳ قلم داروی جدید در شهرک دارویی برکت رونمایی شد که شامل هفت داروی ضدسرطان، شش مکمل گیاهی و دو محصول حوزه سلول‌درمانی می‌گردید. بخشی از این داروها پیش‌تر به صورت وارداتی تأمین می‌شدند یا در زمره داروهای با دسترسی محدود کشور قرار داشتند. همچنین در همین مراسم، واکسن چهارظرفیتی گاردیسان که توسط گروه دارویی برکت برای پیشگیری از چهار نوع ویروس پاپیلومای انسانی (HPV) تولیدشده، معرفی شد.

## فعالیت
سلول درمانی، تولید «داروهای پپتیدی»، «تحقیق، توسعه و فرآوری گیاهان دارویی»، ایجاد «باغ موزهٔ طب ایرانی-اسلامی» و همچنین پروژه‌های «جامدات و نیمه‌جامدات» از دیگر فعالیت‌های گروه دارویی برکت به‌شمار می‌رود. همچنین، این گروه دارویی از طریق فعالیت بیش از ۳۵۰۰ نفر نیروی متخصص در حوزهٔ سلامت به پیگیری و اجرای طرح‌های خود می‌پردازد.

## شهرک صنعتی دارویی برکت
گروه دارویی برکت اوّلین شهرک تخصصی و تحقیقاتی دارویی ایران را به‌منظور متمرکزسازی مراکز تحقیق و توسعه و کارخانه‌های دارویی پیشرفته با عنوان «شهرک دارویی برکت» ایجاد کرده است. در این شهرک دارویی امکان سرمایه‌گذاری بیش از ۵ میلیارد دلاری در ظرفیت کامل پیش‌بینی شده است. شرکت‌های خارجی مستقر در این شهرک از کشورهای دانمارک برای تولید انسولین، فرانسه برای تولید تجهیزات جراحی بسته، انگلیس برای تولید مکمل دارویی و آلمان برای تولید تجهیزات آزمایشگاهی هستند. در این میان قرارداد سرمایه‌گذاری مستقیم ۱۵ میلیون دلاری با یک شرکت سوئیسی در سال ۱۳۹۴ و نیز قرارداد ۷۰ میلیون یورویی با یک شرکت داروسازی دانمارکی در سال ۱۳۹۵ از جمله مهم‌ترین این قراردادها بوده‌اند.

## وضعیت شرکت بیوسان فارمد
شرکت بیوسان فارمد از شرکت‌های زیرمجموعهٔ هلدینگ دارویی برکت در پایان دورهٔ ۶ ماهه منتهی به پایان خرداد ۱۴۰۳ با رشد ۳ هزار و ۸۴۳ درصدی زیان خالص و افزایش ۴۷۲ درصدی زیان عملیاتی روبه‌رو شد. زیان خالص این شرکت در دورهٔ ۶ ماهه منتهی به خردادماه ۱۴۰۲، ۶۰ میلیارد و ۶۵ میلیون ریال بوده است که این مقدار در خردادماه ۱۴۰۳، به بیش از ۲ هزار و ۳۶۸ میلیارد ریال رسیده است.